# 馬林迪

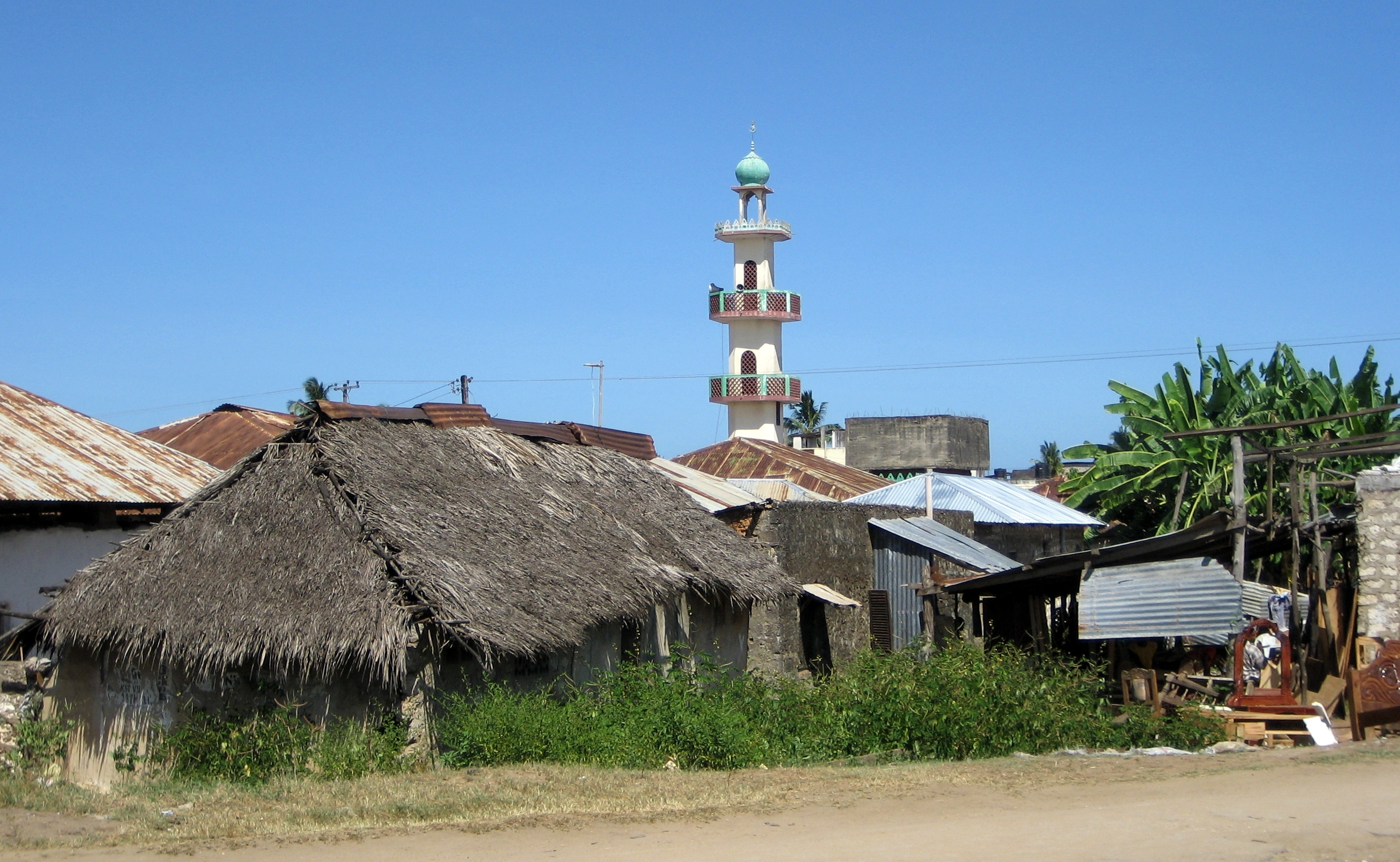
馬林迪

馬林迪（英語：Malindi），古稱麻林地，為一個座落於非洲東岸肯尼亞加拉納河河口，濱臨印度洋的港灣都市，距肯亞第二大城市蒙巴薩約一百二十公里。馬林迪的人口至今約有二十萬人，而它亦是馬林迪大區的首府。
馬林迪的旅遊業為市內的主要行業，每年皆有不少歐洲遊客到訪此地。此城內有國內航班及高速公路到達蒙巴薩及拉穆等其他國內城市。而當地亦有為數不少的旅遊名勝如馬林迪海洋國家公園及海邊的度假屋等。

## 歷史
7世紀之後，穆斯林商人的來訪，該城市也因海上交易而繁榮。
自14世紀起，馬林迪就成為斯瓦希里人的拓居地。隨著歐洲航海者的到來，馬林迪亦開始發展為一個港口城市。1414年，中國的航海家鄭和曾率艦隊到達此地。1498年，葡萄牙航海家達·伽馬到達馬林迪簽署貿易協定，並在此找到著名海员伊本·马吉德，由其带领前往印度，繼續其探索印度航線之路。
1499年，葡萄牙人正式在此建立貿易商站，成為歐洲至印度航線的中途站。隨後，歐洲人在此地興建教堂等建築，馬林迪開始成為其殖民地。
這城內更有清真寺等建築，成為遊客的參觀地點。

## 外部連結
- 馬林迪的詳細資料 （页面存档备份，存于）
- Making Malindi a Green Town